# Вигано, Франческо (судья)
Франческо Вигано (итал. Francesco Viganò; род. 1 марта 1966, Милан) —  судья Конституционного суда Италии.

## Биография
Родился в 1966 году. В 1989 году окончил Миланский университет по специализации «право». С 1991 по 1993 год изучал уголовное право в Мюнхенском университете. В 1998 году получил степень доктора философии по уголовному праву Павийского университета.
С 1995 по 2004 год являлся исследователем, ассоциативным профессором университета Брешии. Преподавал итальянское уголовное право и сравнительное уголовное право. С 2004 по 2016 год являлся профессором Миланского университета, преподавая итальянское уголовное право и европейское уголовное право. С 2016 по 2018 год являлся профессором университета Боккони, преподавая уголовное право и транснациональное уголовное право.
Являлся руководителем нескольких диссертаций на соискание степени доктора философии.
Является соучредителем и главным редактором журналов «Diritto Penale Contemporaneo» и «Diritto penale contemporaneo – Rivista trimestrale».
С 2007 по 2010 год являлся членом группы итальянских экспертов «FRALEX», назначенным Агентством Европейского союза по основным правам для подготовки докладов о внедрении основных прав ЕС в законодательство Италии.
С 2012 по 2018 год являлся генеральным секретарём Международной ассоциации уголовного права.
Являлся участником нескольких международных исследовательских проектов в Фрайбургском университете, университете Кастилии-Ла-Манчи, Стокгольмском университете, Тюбингенском университете, Амстердамском свободном университете.
Читает лекции в Итальянской высшей судейской школе.
В 2012 — 2013 годах являлся членом комиссии по реформам закона об ограничениях Министерства юстиции Италии.
В 2015 году награждён призом фонда братьев Конфалоньери.
Автор 14 книг, 150 статей.
Судья Конституционного суда Италии (с 8 марта 2018).